# Força Policial Real do Brunei
A Força Policial Real do Brunei ou, Royal Brunei Police Force, é a polícia nacional do país a qual incumbe a manutenção da lei e da ordem, nos termos da legislação vigente.  
Dirigida pelo Comissário de Polícia do Brunei, atua como polícia judiciária e polícia ostensiva, procurando exercer as suas funções com elevado nível de profissionalismo.

## Cronologia histórica
1906 – Início das atividades da Polícia no país
1921 – Aprovação do Estatuto da Força Policial do Brunei
1923 – Expansão dos serviços policiais, para imigração, trânsito, registro de veículos, controle de incêndios etc.
1942 a 1945 – Polícia é colocada sob o comando do Exército Japonês, invasor
1951 – Criação de um Centro de Treinamento próprio
1959 – Criação do cargo constitucional de Comissário de Polícia, como chefe da corporação
1971 – Celebração do Jubileu de Ouro
1974 – Ingresso de policiais femininas
1984 – Ingresso na INTERPOL e na ASEANAPOL
1995 – Nova estrutura organizativa
1996 – Jubileu de Diamante

## Objetivos
- Reduzir o número de transgressões à lei;
- Reprimir as atividades criminais, efetuando a prisão de criminosos;
- Estar preparada para atender as necessidades da sociedade;
- Restaurar a ordem pública com rapidez, evitando incidentes desagregadores;
- Incrementar o profissionalismo através do treinamento especializado do pessoal;
- Incentivar o envolvimento comunitário na luta contra o crime e outras transgressões às leis nacionais;
- Projetar uma imagem simpática da instituição, aproximando-a da comunidade;
- Incentivar programas educativos relacionados com o respeito às leis de trânsito;
- Cumprir os acordos firmados com a Assembléia Geral da INTERPOL e com a ASEANAPOL;
- Manter relacionamento cooperativo com as outras agências governamentais.

## Estratégias
Dentro do planejamento estratégico para a Polícia do Brunei, busca-se o alto grau de profissionalismo, através da reciclagem,  treinamento, aperfeiçoamento e aquisição de cultura, cultivando-se valores como o senso de responsabilidade, a disciplina e o culto das virtudes morais.

## Estrutura
- Direção

Comissário de Polícia
Vice-Comissário de Polícia
- Departamentos Policiais

Administração e Finanças
Operações
Investigação Criminal e Inteligência
Logística
Trânsito
- Distritos Policiais

Repartições de polícia distribuídas por circunscrições (como as delegacias, comissariados etc), destinadas a atuar junto à população e receber os seus reclamos.